# Шавлія лікарська
Шавлі́я ліка́рська (Salvia officinalis) — вид рослин з роду шавлія.

## Морфологія
Це — багатостебловий напівкущ до 80 см заввишки. Стебла галузисті, внизу здерев'янілі, вгорі трав'янисті, чотиригранні. Листки супротивні, черешкові, сірувато-зелені, молоді — білоповстисті. Квітки двогубі, великі, синьо-фіолетові, зібрані несправжніми кільцями, зближеними на верхівці стебла в пухкі колосоподібні суцвіття. Плід складається з чотирьох горішків, які сидять на дні неопадної чашечки. Цвіте в червні.

## Використання
Серед народів Середземноморських країн та й у науковій медицині давно відома як цілющий засіб. Не одне століття використовується і в Україні.
Листки містять ефірну олію (1—2,5 %), до складу якої входить близько 15 % цинеолу; туйон, пінен та інші терпени. Свіже листя має сильну бактерицидну дію.
Застосовують відвар листя як в'яжучий і дезинфікуючий засіб при різних катаральних станах слизових оболонок, переважно у вигляді полоскань. Листя входить до грудних, протипроносних і пом'якшувальних зборів.

## Розмноження
Розмножується насінням. У перший рік росте повільно, утворюючи невелику кількість стебел. З другого року вегетації утворює 100 стебел і більше. З віком вони дерев'яніють. У культурі здерев'янілі стебла викидають, бо листки на них дуже дрібні, а це знижує урожай.

## Вирощування
Плантацію для заготівлі шавлії використовують протягом 5—6 років, у зв'язку з чим посіви її слід розміщувати на родючих ґрунтах з рівним рельєфом.

## Підготовка ґрунту
Підготовка ґрунту під шавлію полягає в лущенні на глибину 8—10 см, а через два тижні — оранці на глибину 27—30 см. Перед сівбою проводять культивацію на глибину 10—12 см і боронування. Рекомендується вносити органічні добрива з розрахунку 200—300 кг/100 м².

## Сівба
Основним способом вирощування є ранньовесняна або підзимова сівба. Глибина загортання насіння — 3—4 см, на більш легких ґрунтах — до 5 см. Витрати кондиційного насіння при висіві з міжряддями 60 см —80—90 г/100 м².

## Підживлення
Приблизно через 20—25 днів після появи сходів посіви підживлюють суперфосфатом (12 кг) і хлористим калієм (5 кг/100 м²).

## Вегетація
Молоді рослини дуже чутливі до бур'янів. Тому міжряддя розпушують ще до появи сходів, а зразу ж після їх появи рядки прополюють. Надалі посіви кілька разів культивують і прополюють.
Починаючи з другого року життя на рослинах утворюється велика кількість суцвіть. Для збільшення врожаю їх слід видаляти. Молоді гілки, як правило, не цвітуть, внаслідок чого одержують сировину необхідної кондиції.

## Збір врожаю
Протягом літа врожай збирають 2—3 рази: перший — у кінці липня, останній — у вересні. Листя збирають руками разом з верхівками рослини.